# Rubus hondurensis
Rubus hondurensis är en rosväxtart som beskrevs av Liberty Hyde Bailey. Rubus hondurensis ingår i släktet rubusar, och familjen rosväxter. Inga underarter finns listade i Catalogue of Life.